# Chortinaspis divaricata
Chortinaspis divaricata är en insektsart som beskrevs av Ferris 1946. Chortinaspis divaricata ingår i släktet Chortinaspis och familjen pansarsköldlöss. Inga underarter finns listade i Catalogue of Life.